# Gelera
|  | No s'ha de confondre amb Glacera. |

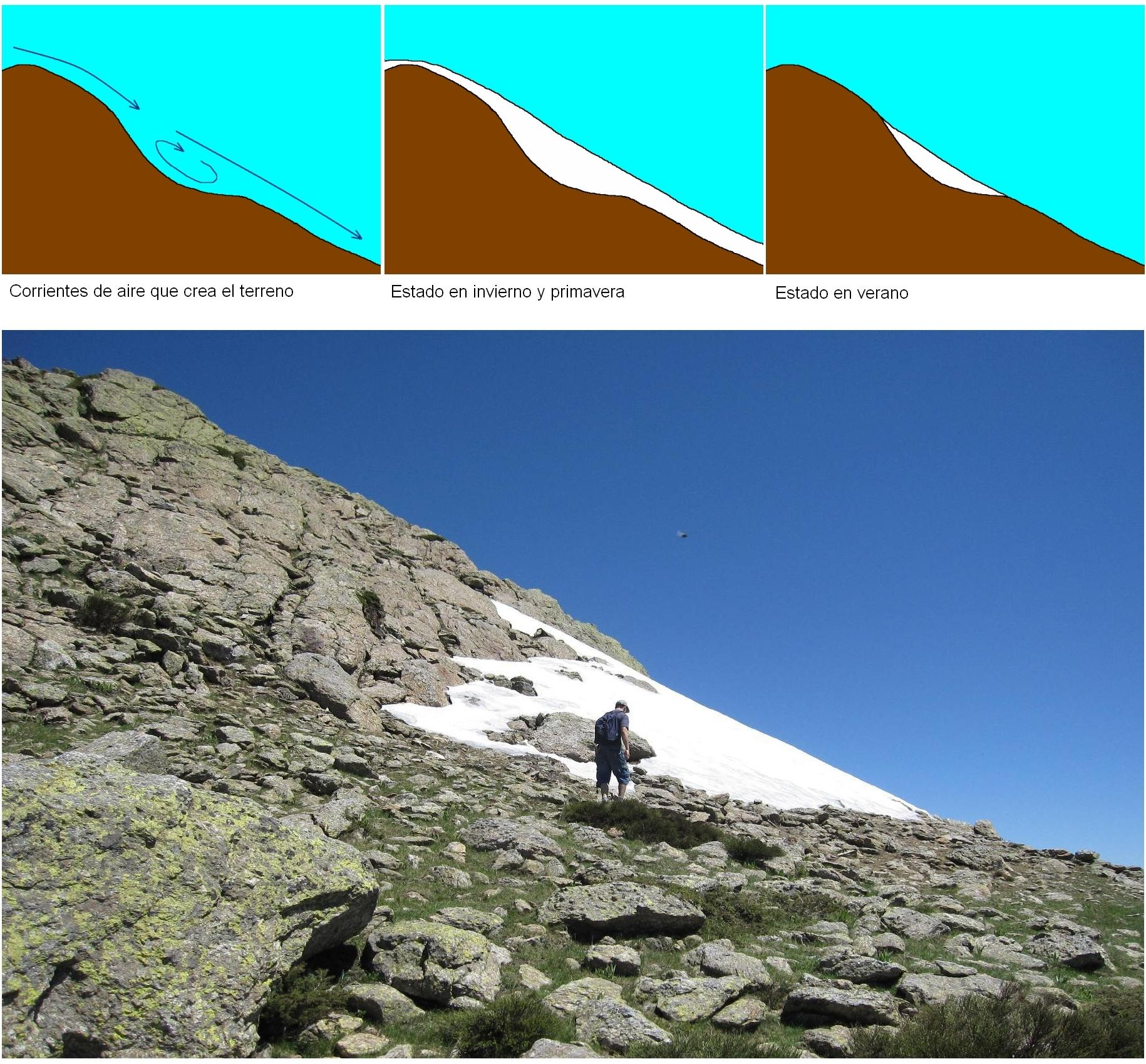
Formació d'una gelera.

Una gelera és una acumulació de neu o glaç que es forma a les muntanyes, com a conseqüència d'una diferència positiva entre la neu caiguda i la que es fon. Les glaceres es diferencien de les geleres, ja que aquestes darreres tenen un caràcter estacional o no permanent. A vegades i en indrets determinats –d'ombra permanent, o a molta alçada– duren molts anys, i d'altres vegades es fonen i desapareixen als mesos d'estiu; tampoc tenen moviment, ni hi ha flux de la neu a favor de la gravetat i no tenen una zona d'acumulació ni de fusió determinades.

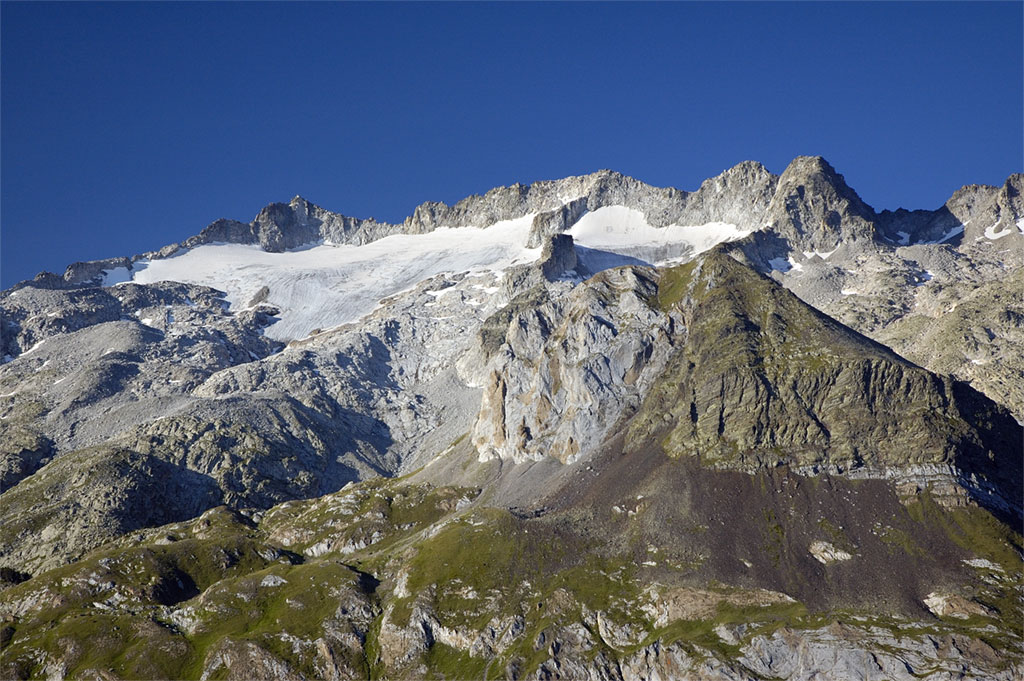
Pic de la Maladeta al mes de juliol

Algunes geleres actuals són restes immobilitzades de les antigues glaceres que ocupaven les valls a les serralades de climes temperats. A les zones tropicals i equatorials no hi ha geleres, sí però algunes glaceres, i encara d'aquestes n'hi ha que estan a punt de desaparèixer.
Són molt freqüents als Pirineus i als Alps. A causa de l'efecte de fusió diürna i regel nocturn que es produeix a l'estiu en aquestes serralades, la seva superfície esdevé molt lliscant, i si, a més, la gelera fa pendent, pot resultar impracticable a peu.
L'aspecte inofensiu de les geleres és causa de nombroses caigudes i d'accidents potencialment greus, en les activitats de muntanya a l'estiu, que és, a més, quan està més freqüentada. El material imprescindible per a un trànsit segur per una gelera és la bota de muntanya equipada amb grampons.